# 张鹏 (人类学家)
张鹏，中華人民共和國灵长类学学者，中山大学社会学与人类学学院原教授，兼任国际自然保护联盟物种生存委员会委员，入选中华人民共和国教育部2016年“长江学者奖励计划”青年学者。2000年本科毕业于西北大学生物系生物化学专业，2003年获西北大学动物学专业理学硕士学位，2009年获京都大学灵长类研究所保护生物学专业博士学位。2018年7月10日，因深陷性骚扰丑闻，张鹏被其聘用单位中山大学停职。

## 研究
张鹏长期从事灵长类动物生态和保护生物学研究，研究领域跨越生物学和人类学，曾是中国大陆人类学界唯一一个研究灵长类动物的学者。已出版《灵长类社会进化》、《猴、猿、人-思考人性的起源》和《猿猴家书》等学术专著。

## 性骚扰丑闻
2018年7月8日，网易人间栏目上发布了一篇题名为《她曾以為自己能逃開教授的手》的调查报道，指出张鹏对多名女教师和女学生进行了性骚扰，此文发布后被大量转发，但不久后便被删除，提示违反相关法律法规。文中提到，5月4日已有五名女生向中山大学纪律检查委员会举报了张鹏的性骚扰行为，经调查后张鹏受到党纪和政纪处分、撤销导师资格及长江学者推荐，但并未被学校开除教师资格。中山大学对张鹏的处分方式以及删除质疑批评贴子的做法引起了校内外不少人的不满。
舆论压力之下，中山大学于2018年7月10日宣布对张鹏停职，该校社会学与人类学学院网站师资队伍一栏也将张鹏除名。